# Nationale 1955-1956
La Nationale 1955-1956 è stata la 34ª edizione del massimo campionato francese di pallacanestro maschile. La vittoria finale è stata ad appannaggio dell'ASVEL.

## Risultati

### Fase a gironi

#### Gruppo A
|    | Squadra          | G  | V  | N | P  | PF  | PS  | P.ti | Qualificazione           |
| -- | ---------------- | -- | -- | - | -- | --- | --- | ---- | ------------------------ |
| 1. | ASVEL            | 14 | 10 | 0 | 4  | 890 | 744 | 34   | playoff                  |
| 2. | R.C. de France   | 14 | 9  | 0 | 5  | 781 | 762 | 32   | playoff                  |
| 3. | AS Saint-Étienne | 14 | 8  | 2 | 4  | 832 | 776 | 32   |                          |
| 4. | JS Caraman       | 14 | 8  | 0 | 6  | 763 | 762 | 30   |                          |
| 5. | Montferrand      | 14 | 6  | 0 | 8  | 779 | 795 | 26   |                          |
| 6. | CO Billancourt   | 14 | 5  | 1 | 8  | 698 | 692 | 25   |                          |
| 7. | EV Bellegarde    | 14 | 4  | 2 | 8  | 743 | 822 | 24   | retrocesse in Excellence |
| 8. | Monaco           | 14 | 3  | 1 | 10 | 642 | 775 | 21   | retrocesse in Excellence |

#### Gruppo B
|    | Squadra              | G  | V | N | P  | PF  | PS  | P.ti | Qualificazione           |
| -- | -------------------- | -- | - | - | -- | --- | --- | ---- | ------------------------ |
| 1. | Roanne               | 14 | 9 | 1 | 4  | 937 | 798 | 33   | playoff                  |
| 2. | Auboué               | 14 | 9 | 1 | 4  | 827 | 768 | 33   | playoff                  |
| 3. | P.U.C.               | 14 | 9 | 0 | 5  | 748 | 691 | 32   |                          |
| 4. | Charleville-Mézières | 14 | 8 | 0 | 6  | 825 | 824 | 30   |                          |
| 5. | Mulhouse             | 14 | 8 | 0 | 6  | 853 | 783 | 30   |                          |
| 6. | Marly                | 14 | 8 | 0 | 6  | 923 | 894 | 30   |                          |
| 7. | AS Cabourg           | 14 | 2 | 0 | 12 | 723 | 849 | 18   | retrocesse in Excellence |
| 8. | Championnet          | 14 | 2 | 0 | 12 | 749 | 978 | 18   | retrocesse in Excellence |

### Fase finale
|  | Semifinali     | Semifinali     | Semifinali     |                |       | Finale | Finale | Finale |  |
|  |                |                |                |                |       |        |        |        |  |
|  | ASVEL          | ASVEL          | 63             |                |       |        |        |        |  |
|  | ASVEL          | ASVEL          | 63             |                |       |        |        |        |  |
|  | Auboué         | Auboué         | 51             |                |       |        |        |        |  |
|  | Auboué         | Auboué         | 51             |                | ASVEL | ASVEL  | 61     |        |  |
|  |                |                |                |                | ASVEL | ASVEL  | 61     |        |  |
|  |                |                | R.C. de France | R.C. de France | 41    |        |        |        |  |
|  | Roanne         | Roanne         | R.C. de France | R.C. de France | 41    | 61     |        |        |  |
|  | Roanne         | Roanne         |                |                |       |        |        |        |  |
|  | R.C. de France | R.C. de France | 65             |                |       |        |        |        |  |

| Nationale 1955-1956 |
| ------------------- |
| ASVEL 5º titolo     |

## Formazione vincitrice
| N° | Naz.               | Ruolo | Sportivo      |  | Alt. |  |
| -- | ------------------ | ----- | ------------- |  | ---- |  |
|    | Francia (bandiera) | AG    | Henri Grange  |  | 193  |  |
|    | Francia (bandiera) | P     | Gérard Sturla |  | 175  |  |
|    | Francia (bandiera) | AP    | Henri Rey     |  | 186  |  |